# Lessepsk vandring
Lessepsk vandring er den vandring af havdyr, som foregår gennem Suez-kanalen, som regel fra Rødehavet til Middelhavet, men i enkelte tilfælde i den modatte retning. Fænomenet er opkaldt efter Ferdinand de Lesseps, der byggede Suez-kanalen.
I bredere forstand benyttes begrebet "lessepsk vandring" om dyrs vandring over menneskeskabte broer, kanaler osv., altså vandring som ikke kunne være foregået uden disse. 
Suez-kanalens åbning i 1869 skabte den første saltvandspassage mellem Middelhavet og det Røde Hav. Rødehavet ligger højere end Østmiddelhavet, så kanalen fungerer som et tidevandsstræde der fører rødehavsvand ind i Middelhavet. Saltholdigheden i Bittersøerne (hypersaline søer, der indgår i Suez-kanalen) var i årtier en barriere for spredningen af rødehavsarter til Midddelhavet, men efterhånden som søernes saltniveau er udlignet med Rødehavets, er dyr og planter fra Rødehavet begyndt at vandre til det østlige Middelhav. Rødehavet er generelt mere saltrigt og næringsfattigt end Atlanterhavet, så rødehavsarterne har fordele frem for atlanterhavsarterne i det mindre salte og mere næringsrige østlige Middelhav. Derfor sker vandringen især fra Rødehavet til Middelhavet snarere end modsat. Opførelsen af Aswandæmningen over Nilen i 1960'erne reducerede tilstrømningen af ferskvand og næringsrigt slam fra Nilen, hvad der yderligere hjalp rødehavsarterne.
Invasive arter fra Rødehavet er blevet en væsentlig del af Østmiddelhavets økosystem og truer mange lokale og endemiske middelhavsarter. Indtil nu er omkring 300 rødehavsarter blevet identificeret i Middelhavet, og der er sandsynligvis andre, som endnu ikke er identificeret.
Egyptens planer om at gøre Suez-kanalen dybere og bredere bekymrer marinbiologer, som frygter at dette vil forværre invasionen af rødehavsarter til Middelhavet.